# Soukhoï Su-26

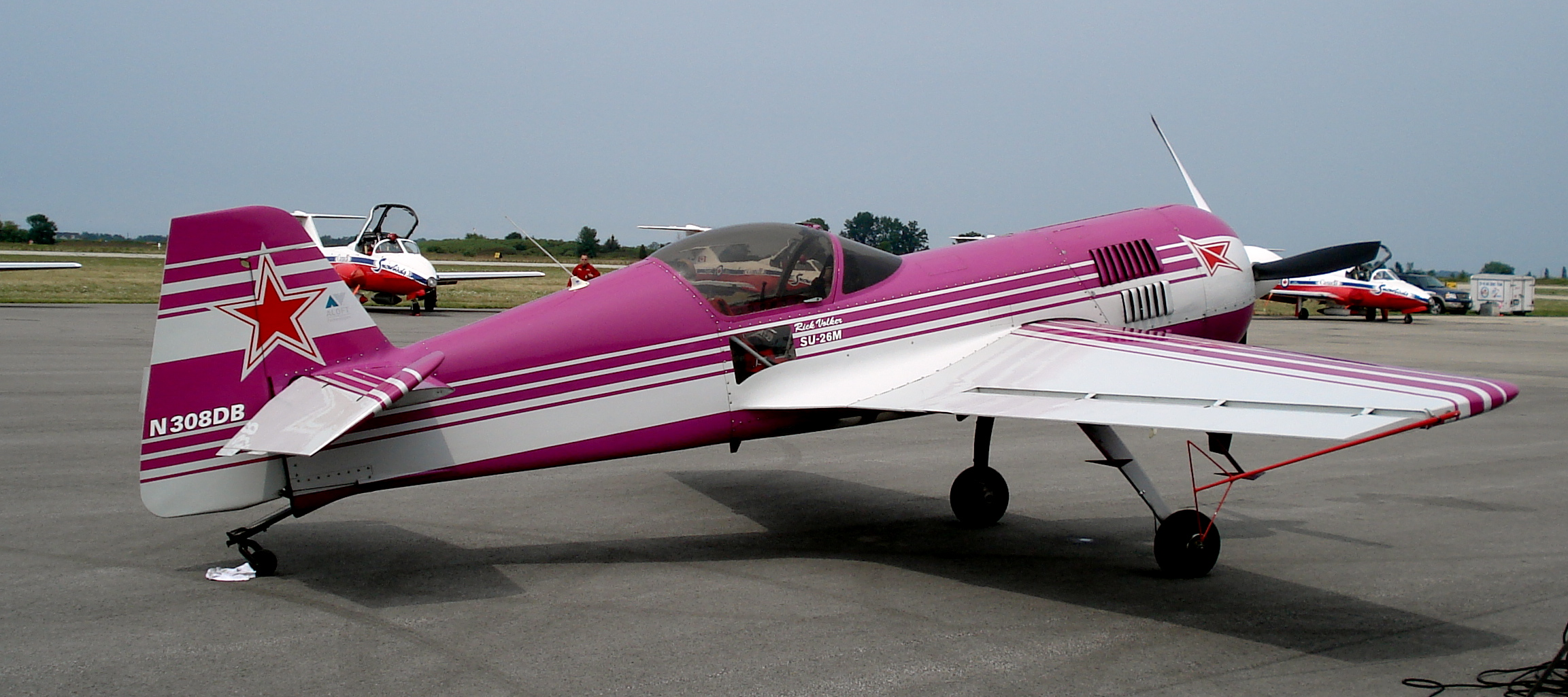
Su-26M.

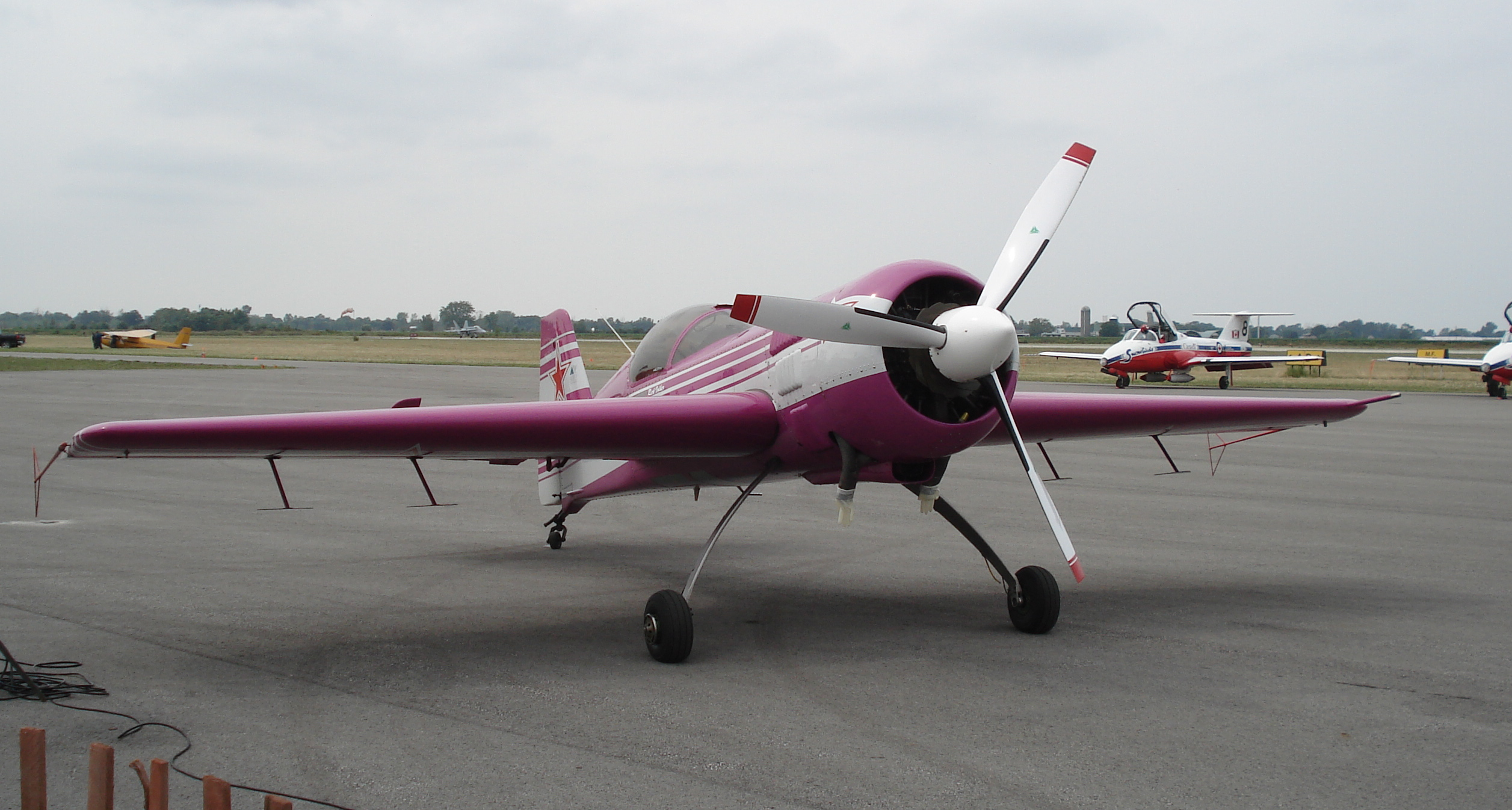
Su-26M

Le Sukhoï Su-26 est un avion de voltige monoplace à ailes basses.

## Développement
Il  a été développé en 1982 au sein du bureau d’études (OKB) Sukhoï par un groupe de travail avec l'aide de l’institut aéronautique de Moscou (MAI).
Le modèle de base est un Yak-55 fortement modifié.
Sa motorisation consistait en un moteur en étoile Vedeneïev M-14. Pour un avion de fabrication soviétique, il comprenait un nombre inhabituellement important d’éléments en matières synthétiques. Ses très bonnes qualités de vol étaient cependant une caractéristique de la marque. Il supporte des accélérations de +12 g et de -10 g et dépasse donc la résistance physiologique des pilotes. Il est équipé d’une roulette de queue et les roues du train d'atterrissage principal sont fixées sur un arc en titane.
Le premier vol eut lieu le 30 juin 1984, le pilote d’essai aux commandes était Yevguéni Frolof, formé lui-même à la voltige aérienne. Les deux premiers appareils étaient encore équipés d’une hélice bipale.
La version de série Su-26M possède un empennage remanié et une hélice tripale de la société allemande MT-Propeller. Une version améliorée appelée Su-26M3 a été produite à partir de 2003. Cette version est motorisée par un moteur M-9F et bénéficie d’autres améliorations.
Aux championnats du monde de voltige aérienne de 1986 (World Aerobatics Championship) le classement par équipes masculines et féminines a été remporté sur Su-26. 
Il est exporté dans le monde occidental, entre autres en Suisse, en Argentine et aux États-Unis.

## Description
Le Su-26 possède un moteur radial vedeneïev lié à une hélice tripale MTV-9-260. Son train d'atterrissage fixe en alliage de titane ne crée qu'une faible traînée. Sa structure partiellement composite le rend peu coûteux. les matériaux composites représentent plus de 50% de la masse de l'appareil. La surface des ailes est faite de panneaux en nid d'abeilles en fibre de carbone et fibre de verre. les longerons sont eux en fibre de verre remplie de mousse. Les nervures sont en titane. L'empennage a une structure similaire aux ailes. le fuselage quant à lui est constitué de tubes en acier inoxydable et supportent des panneaux en nid d'abeille. Le carénage moteur et les volets de capot sont en alliage léger.
Le train d'atterrissage principal est un arc en titane, la roulette de queue est dirigeable et centrée par un ressort. Le siège du pilote est accompagné d'un harnais et fait d'une seule pièce composite et est incliné à 45° vers l'arrière pour améliorer la résistance au facteur de charge. Les instruments de bord sont le minimes pour que le pilote contrôle sa vitesse et son altitude et son enveloppe de vol. Il y a aussi des instruments pour vérifier le fonctionnement des fonctions du moteur et des instruments de navigation basiques. Le palonnier possède des sangles pour faciliter le contrôle lors de manœuvres avec un facteur de charge négatif.

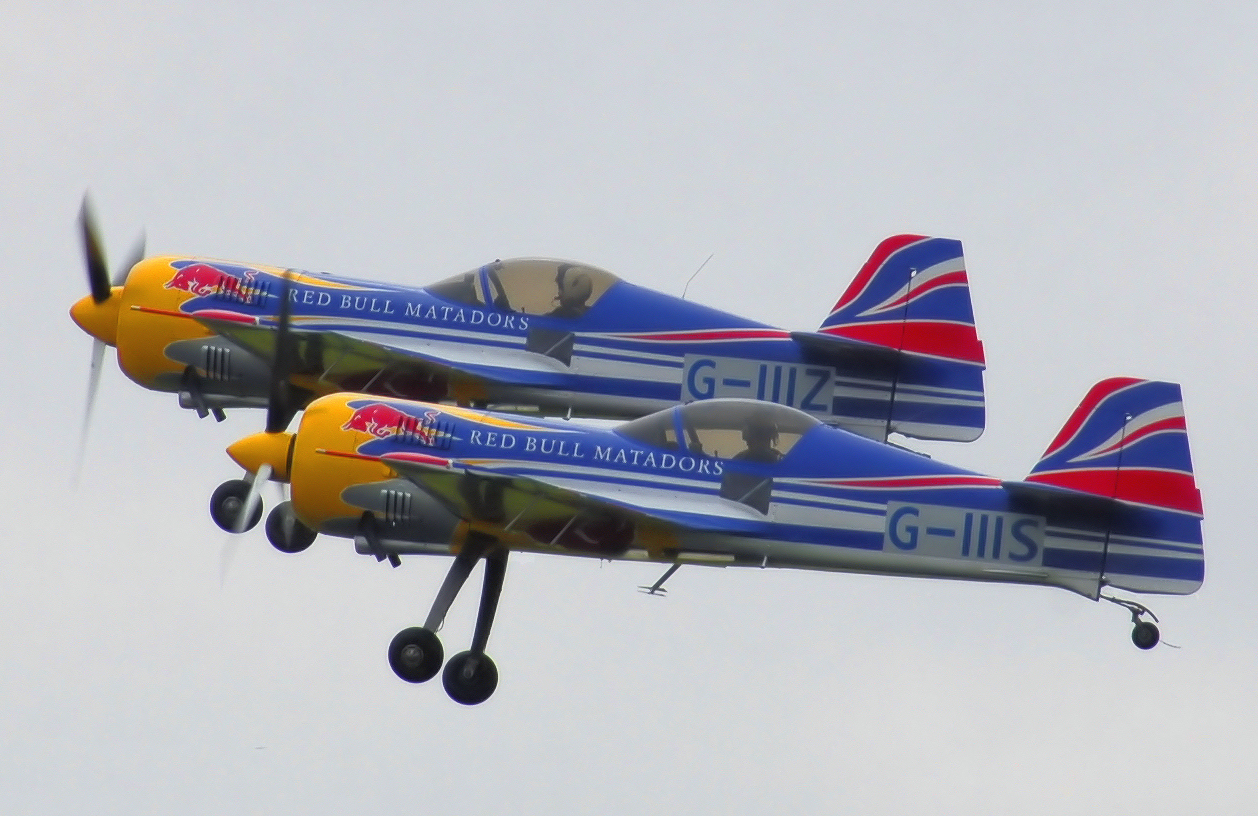
Deux Su-26M des Red Bull Matadors.

## Variantes
Su-26M : version améliorée avec une hélice tripale, un empennage et des saumons d'ailes revisités plus aérodynamiques qui rendent l'avion plus facilement contrôlable. Ces modifications réduisent la masse de l'avion de 30 kg.
Su-26M2 : un réservoir additionnel a été ajouté ainsi qu'un fumigène dans le fuselage.
Su-26M3 : version motorisée avec un moteur M9F de 430 chevaux créée à partir de 2003.
Su-26Mkh : le rayon d'action de cette version est amélioré avec un réservoir supplémentaire dans les ailes.

## Caractéristiques
| Paramètres              | Su-26                                | Su-26M3       |
| ----------------------- | ------------------------------------ | ------------- |
| Année de fabrication    | 1988-?                               | 2003-?        |
| Constructeur            | Sukhoï                               | Sukhoï        |
| Envergure               | 7,80 m                               | 8,20 m        |
| Longueur                | 6,83 m                               | 6,87 m        |
| Hauteur                 | 2,40 m                               | 2,75 m        |
| Surface alaire          | 11,83 m2                             | 12,17 m2      |
| Masse à vide            | 700 kg                               | 750 kg        |
| Masse au décollage maxi | 962 kg                               | 1 100 kg      |
| Equipage                | 1                                    | 1             |
| Vitesse ascensionnelle  | 18 m/s                               | 21,5 m/s      |
| Vitesse maxi en palier  | 310 km/h                             | 340 km/h      |
| Vitesse maxi en piqué   | 450 km/h                             | ?             |
| Plafond opérationnel    | 4 000 m                              | ?             |
| Distance franchissable  | 895 km                               | 1 200 km      |
| Motorisation            | 1 moteur VKOBM Vedeneyev M-14PF (en) | 1 moteur M-9F |
| Puissance               | 268 kW                               | 313 kW        |
| Facteurs de charge      | +12 / -10                            | +12 / -10     |
| Taux de roulis (rad/s)  | 5 à 6                                | 7             |

## Utilisateurs

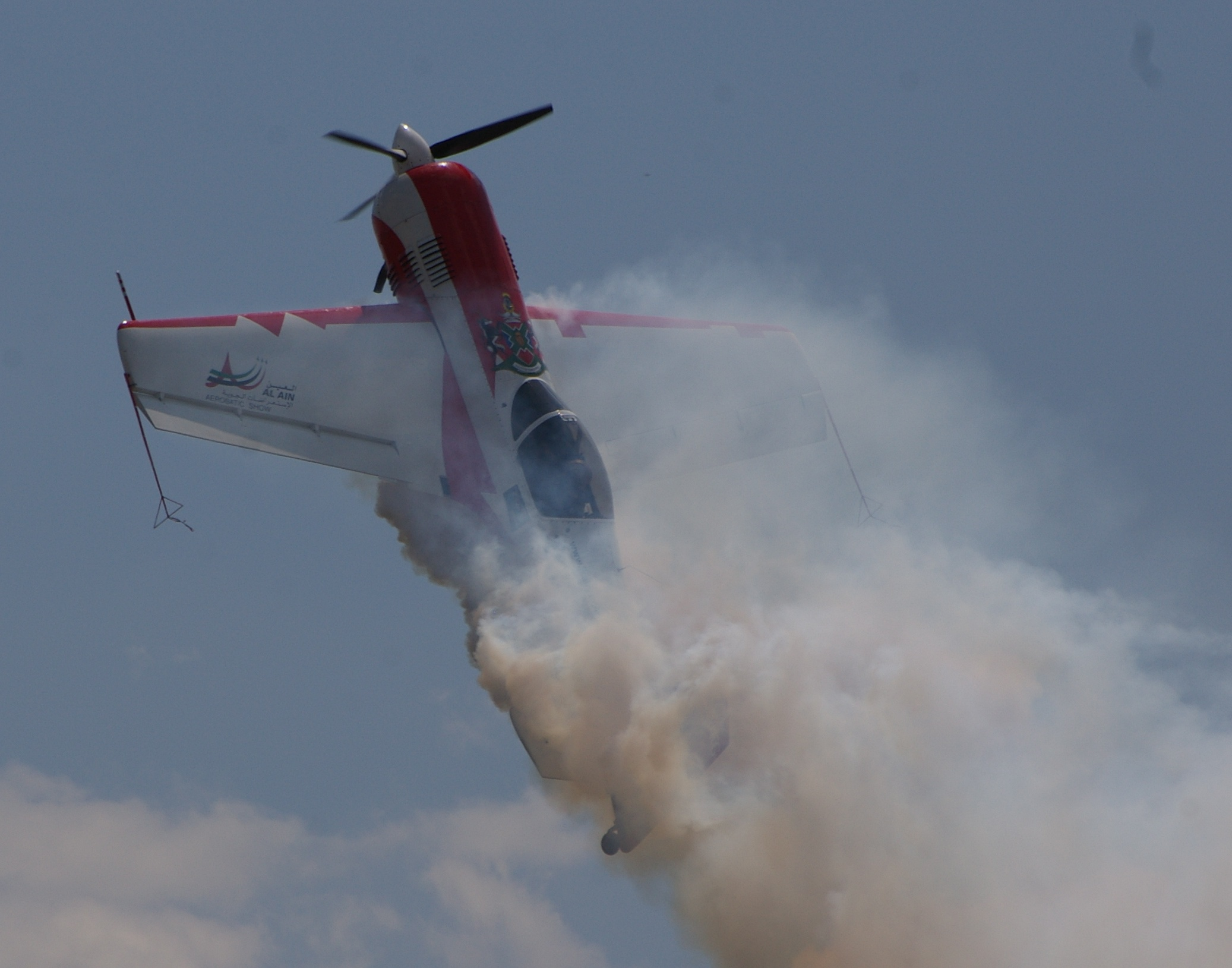
Su-26 piloté par Jurgis Kairys.

### Anciens utilisateurs
Royaume-Uni
- Red Bull Matadors

ont utilisé le Su-26 jusqu'à son remplacement par le Zivko Edge 540.

## Dans la culture populaire
IL-2 Sturmovik: Cliffs of Dover est un simulateur de vol de combat d'avions de la Seconde Guerre mondiale. Pendant que le jeu était encore en phase de développement, les développeurs avaient promis que le Soukhoï Su-26 (un appareil qui n'est pas de la période historique représentée dans le jeu) allait être pilotable pour les joueurs, mais au moment de la sortie de Cliffs of Dover l'avion ne fut pas inclus dans le jeu. Pourtant, le Su-26 fut finalement inclus en tant que contenu automatiquement téléchargeable avec l'arrivée du patch Steam 1.11.20362 du 18 octobre 2012,.

### Avions du même type
- Yakovlev Yak-50
- Yakovlev Yak-54 (en)
- Yakovlev Yak-55
- Extra 300
- MX Aircraft MXS
- Zivko Edge 540
- Famille des Cap 230 (Cap 230, Cap 231, Cap 232)
- XtremeAir XA41